# Stygnomimus conopygus
Stygnomimus conopygus is een hooiwagen uit de infraorde = Grassatores